# Festa de la Farina
La Festa de la Farina, també coneguda com la Festa de l'Eixabegó, és una celebració popular que te lloc en diverses localitats de València i Catalunya, especialment durant el Dijous Llarder, 40 dies abans de Pasqua i en plena setmana de Carnaval. 
Aquesta tradició es caracteritza per una curiosa batalla en la que els participants es llencen farina i en alguns casos també ous enmig d'un ambient festiu i alegre.
La festa combina elements d'humor, disfresses i cultura popular. Sovint va acompanyada de música, danses i personatges simbòlics. Els seus orígens podrien estar vinculats amb rituals de recaptació. Avui en dia es una festa local molt estimada per la gent del poble, està molt arrelada a la cultura. Es du a terme en diversos municipis. Planes (Alacant), Bèlgida (Vall d'Albaida), Ibi (l'Alcoià) i la Pobla de Lillet (Berguedà). Encara que la festa no és totalment igual, té la mateixa base i objectiu.
Tot i que cada poble la viu de manera diferent, comparteix la mateixa simbologia de la farina com a eina de festa i transició, marca un moment de llibertat i descontrol abans de la Quaresma.
Es considera una festa tradicional amb més de cent anys d'història en algunes poblacions.

## Desenvolupament de la festa, en que consisteix
- Primer es du a terme el Ball del Moliner, una dansa popular que normalment dona pas la batalla de la farina.
- Seguidament, es dona lloc a la Guerra de la Farina, que és el moment més emocionant. Els participants, sovint van disfressats o amb màscares, i s'enfronten uns als altres llançant-se farina. A vegades també es tiren ous.
- A la Pobla de Lillet, la festa sovint comença a la tarda, fan una convocatòria popular i la plaça del poble s'omple de gent preparada per embrutar-se
- L'ús de sacs de farina amb grans dimensions i l'ús constant d'humor, fa que sigui una festa molt estimada, especialment entre els joves.
- En alguns pobles, colom Ibi, també es reparteixen dolços típics i es fan cercaviles, reforçant la comunitat i l'ambient lúdic de la festa.[3][4][5]

## Personatges/papers dins la festa
Durant la Festa de la Farina, especialment a la Pobla de Lillet, es representen personatges simbòlics que formen part d'una llegenda local:
- El Moliner: és la figura central de la festa. Segons la llegenda, era un personatge  enginyós que utilitzava la farina com a arma per confondre i divertir-se amb la gent del poble. Representa l'origen simbòlic de la guerra de farina. En el Ball del moliner, sol aparèixer disfressat amb una vestimenta tradicional.

- Els Joves del Poble: són els qui participen directament a la batalla ells llencen la farina. Alguns van disfressats i alguns amb màscares, així tenen un aspecte més anònim.

- Els Emmascaradors: son les persones que tenen el paper de caçar la gent que no esta participant directament a la guerra, quan els atrapen, els emmascararen amb farina. Són una mena de protectors de l'esperit festiu.

- La Comparsa: son grups (organitzats) que van disfressats de manera conjunta i animen la festa amb balls, crits i música. A vegades tenen rols amb caràcter humorístic o fan paròdies sobre temes del poble.

- Els Músics i Acompanyants del Ball del Moliner: son aquells qui interpreten les melodies tradicionals mentre es fa la dansa que dona lloc a la guerra de la farina. Aquest ball marca l'inici de la festa.

- Trones de Farina: En alguns pobles, com Bèlgida, S'utilitzen diverses estructures o carros plens de sacs de farina per simular fortaleses des d'on es dispara la farina.

- L'Antifarinaire (a Planes): És una figura que intenta aturar el descontrol de la festa, però sempre acaba enfarinat. Representa la lluita entre l'ordre i el caos.

Totes aquestes figures aporten dinamisme i creativitat a la festa, i sovint, cada any renoven algun amb nous elements o referències a temes de l'actualitat local.
A altres pobles com Planes o Bèlgida, els rols poden variar, però sempre hi ha una clara divisió entre grups; els atacants i els defensors. Sempre hi ha una gran presència de les disfresses i els elements simbòlics. Com carros o trones, que es des d'on es llença la farina.

## Objectiu, origen i significat
Tradicionalment, aquesta festa tenia l'objectiu de recaptar diners per al servei militar.
També es relaciona amb rituals propis de Carnaval en que s'inverteixen els rols habituals de la societat; els més joves fan bromes als adults, persones que no es coneixen es barregen i tothom  es transforma amb les disfresses.
Amb el temps, s'ha convertit en una celebració festiva on l'objectiu és emmascarar i embrutar a les persones del poble amb farina, en un ambient d'alegria, humor i comunitat.
Es considera una forma de purificació simbòlica abans de l'inici de la Quaresma, on la farina (símbol d'abundància) es converteix en una eina per trencar la rutina i donar pas a la festa col·lectiva.

## Vestimenta i símbols
La vestimenta, en aquesta festa, es un element clau. Dona una visió estètica i cultural sobre la festa.
Les disfresses solen ser improvisades o relacionades amb oficis antics, com moliners, pagesos o personatges populars. L'ús de les màscares et permet tenir un caràcter més anònim, fet que fomenta la llibertat de les teves accions.
Els sacs de farina son l'element central i en alguns pobles es decoren carretons, trobes o estructures mòbils des d'on es tira la farina.

## Impacte cultural i turístic[calcitació]
En els darrers anys, la Festa de la Farina ha atret l'atenció de visitants i mitjans de comunicació locals. A la Pobla De Lillet, per exemple, és un dels esdeveniments més esperats de l'any i mobilitza entitats culturals, escoles i famílies.
En alguns casos, també s'ha utilitzat com a recurs pedagògic per treballar la cultura popular a les escoles.

## Comparació amb altres festes de la farina/batalles
Aquesta festa comparteix diverses característiques amb altres festes de batalla, com la Tomatina de Bunyol (amb tomàquets) o la Batalla de l'Aigua a altres llocs del món. A Catalunya també es pot relacionar amb els Enfarinats d'Ibi, una altra d'esta amb farina, però amb una estructura diferent. Mes teatralitzada i jeràrquica.
Aquesta celebració forma part d'un conjunt de festes que comencen pel dia de Santa Llúcia i acaben el 30 de desembre.
El dia dels innocents
La nit abans del 28 de desembre els carrers antics de, poble d'Ibi s'omplen de cartells divertits i una mica burlescos, S'anomenen Bandos, fets per un grup que s'anomena els Amantats. Aquests anuncien que l'endemà prendran l'Ajuntament i faran les normes a la seva maneta.
Son els Enfarinats, un grup d'uns catorze homes casats, que es vesteixen amb roba vella i de molts colors, porten barrets estranys i es pinten la cara.
El mateix dia 28, a les 9h del matí, fan una cursa des de l'església fins a l'Ajuntament. Qui guanya és el nou alcalde, que portà un barret de copa, una jaqueta llarga i una vara plena de cebes, alls i pastanagues.
Amb ell, també hi ha altres personatges com el jutge, el secretari i uns ajudants que fan de policies, porten coses con; una maça, coets, farina o confeti per castigar a qui no segueixi les seves regles.
Instal·les el seu quarter general a la plaça i comencen a fer veure que governen. Qui entra a la seva zona pot acabar a la presó o haver de pagar multes inventades, quan tot sembla que estigui descontrolats apareix un altre grup, l'Oposició, que vol fer fora als Enfarinats. Aleshores comença una batalla plena de farina tomàquets verdures i coets.
Malgrat la lluita, els Enfarinats guanyen i continuen manant, posant multes per tot, però al final, aquestes multes es transformen en donatius que van destinats a ajudar causes benèfiques.
Quan acaba la festa, tant els Enfarinats on l'Oposició es reuneixen per fer un dinar popular al carrer, amb una cassola gran de llegums que menja tothom. Per acabar, es fa una dansa típica que posa punt final a la celebració amb molta energia.

## Característiques comunes en tots els pobles[calcitació]
- L'ús de farina com a element central.
- Presència de disfresses, màscares i música.
- Ball i música tradicional.
- Participació activa de la població, especialment dels joves.
- La celebració es du a terme en espais oberts, com places i carrers centrals.
- Escenes de paròdia o critica a l'actualitat local.